# Pandercetes
Pandercetes is een geslacht van spinnen uit de familie jachtkrabspinnen (Sparassidae).

## Soorten
- Pandercetes celatus Pocock, 1899
- Pandercetes celebensis Merian, 1911
  - Pandercetes celebensis vulcanicola Merian, 1911
- Pandercetes decipiens Pocock, 1899
- Pandercetes gracilis L. Koch, 1875
- Pandercetes isopus Thorell, 1881
- Pandercetes longipes Thorell, 1881
- Pandercetes macilentus Thorell, 1895
- Pandercetes malleator Thorell, 1890
- Pandercetes manoius Roewer, 1938
- Pandercetes niger Merian, 1911
- Pandercetes nigrogularis (Simon, 1897)
- Pandercetes ochreus Hogg, 1922
- Pandercetes palliventris Strand, 1911
- Pandercetes peronianus (Walckenaer, 1837)
- Pandercetes plumipes (Doleschall, 1859)
- Pandercetes plumosus Pocock, 1899